# Manresa
Manresa è un comune spagnolo di 77 714 abitanti (2019) della Catalogna, e capoluogo della comarca del Bages. È situato nel cuore della Catalogna ad un'altitudine media di 238 m s.l.m. sulla riva sinistra del fiume Cardener (o Cardoner) a poca distanza della sua confluenza col Llobregat.

## Storia
Si hanno indizi di insediamenti umani nella zona a partire dal Neolitico e in epoca successiva di un insediamento iberico sul Cardener che alcuni storici identificano con la Becasis citata da Tolomeo,altri indicano invece la località denominata Minorisa dei Romani. La città fu occupata e poi abbandonata dai Saraceni nell'VIII secolo, fu invasa nuovamente dagli Arabi alla metà del IX secolo. Il toponimo Manresa apparve per la prima volta in un documento dell'889. Nel X secolo fu conquistata dal conte Goffredo il Villoso e distrutta nuovamente da una incursione saracena poco dopo il 1000. La contessa di Barcellona Ermesenda e l'abate Oliba iniziarono la ricostruzione 20 anni dopo. La città si affermò poi come centro commerciale che raggiunse il culmine nel XIV secolo con sviluppo economico e demografico per cui ebbe 3 200 abitanti nel 1365-1370.
Giacomo II di Aragona nel 1315 le diede il titolo ufficiale di città con l'istituzione del regime municipale. Una data importante per lo sviluppo della città e dell'agricoltura della comarca si ebbe quando Pietro IV di Aragona nel 1339 le diede il privilegio di costruire la cosiddetta Séquia, canale che avrebbe dovuto portare l'acqua in città dal fiume Llobregat. Dato il ripetersi di condizioni climatiche di siccità, il Consiglio municipale aveva infatti deciso di porvi rimedio con la costruzione della Séquia, che però incontrò l'opposizione del vescovo di Vic Galceran Lacosta dovendo passare il canale attraverso suoi possedimenti terrieri. Il consiglio non ne tenne conto e iniziò i lavori, ma il vescovo rispose con la scomunica. Secondo la tradizione la questione venne risolta da un miracolo mariano: il 21 febbraio del 1345 un misterioso raggio luminoso, chiamato il Llum, partì da Montserrat, entrò nella chiesa del Carmine e le campane di tutti i campanili della città cominciarono a suonare senza che alcuno vi avesse messo mano.
Il vescovo, venuto a conoscenza del fatto miracoloso, perdonò i manresani, tolse la scomunica e il canale poté essere costruito. Ancora oggi il 21 febbraio si svolge una festa popolare detta della Llum. Dal 1351 fece parte del Ducato di Gerona che era stato istituito per l'erede della corona Giovanni I di Aragona che, divenuto re, istituì a Manresa nel 1393 un consiglio per il governo formato da 100 giurati. Già a quel tempo Manresa era nota per la filatura della lana e la fabbricazione di tessuti. Durante la guerra civile fu in due occasioni nel 1651 e nel 1652 la sede della Generalitat di Catalogna e coniò moneta propria. Nella guerra di successione fu antiborbonica e ciò provocò l'occupazione e l'incendio della città da parte delle truppe filippiste. 
Nei secoli XVII e XVIII le guerre, le questioni dinastiche e le epidemie che colpirono la Spagna arrestarono lo sviluppo della città, che iniziò nel corso del secolo successivo con l'introduzione delle macchine a vapore e la nascita della tessitura del cotone che sostituì in parte quelle tradizionali della lana e della seta, la installazione del gas di città, la costruzione di strade e della ferrovia fra Barcellona e Lleida che nel 1859 giunse a Manresa, la nascita di istituti bancari, la installazione del telegrafo nel 1864 e la distribuzione dell'acqua potabile nel 1865. La diffusione della fillossera alla fine del XIX secolo mise in crisi l'agricoltura di tutta la comarca. A testimoniare l'importanza assunta dalla città, che fu tra le prime ad avere uno sviluppo industriale moderno nella Catalogna, fu la scelta di Manresa come sede dell'assemblea dell'Unione catalanista, che pose le basi per la costituzione della regione catalana, basi che erano vagamente federaliste.
Il primo decennio del XX secolo vide il nascere di molte istituzioni culturali a Manresa e nella sua comarca, gli avvenimenti politici in Catalogna e in Spagna nel 1909 nel 1932, nel 1934 e la guerra civile del 1936-39, durante la quale la città fu occupata dai franchisti e si ebbero rappresaglie e uccisioni nei confronti degli oppositori, non ebbero ripercussioni particolari per Manresa, tutta rivolta alla sua crescita economica riprendendo con mezzi moderni l'antica tradizione della produzione dei tessuti che risaliva al Medio Evo, aggiungendo altre attività industriali e superando la crisi della viticultura che era stata colpita dalla fillossera puntando sulla produzione di vini di pregio e di ortaggi e frutta. Dopo la guerra civile la necessità di disporre di nuova manodopera fece sì che si verificasse il fenomeno della immigrazione operaia dal Sud della Spagna. Nel 1970 si costruì la strada che collega Barcellona alla valle del Llobregat, nel 1989 l'autostrada Manresa-Terrassa e negli anni novanta l'asse autostradale trasversale, che facilitarono nettamente le comunicazioni della città col resto del paese.

## Monumenti e luoghi d'interesse

### Architetture religiose

#### Chiesa di Santa Maria de la Seu
Santa Maria de la Seu è una grande chiesa gotica che domina la città. Costruita fra l'880 e il 937, fu riedificata fra il XIV e il XVI secolo con potenti contrafforti e archi rampanti. Gli interni della chiesa sono suddivisi in tre navate, terminanti in un deambulatorio nel quale spiccano due retabli quattrocenteschi: il primo di questi, dedicato a San Nicola di Bari, è opera di Jaume Cabrera (1406). Da menzionare anche il retablo dedicato al Santu Espíritu, realizzato per una cappella della navata di destra da Pere Serra (1394). Nella stessa cappella, trova posto una Deposizione dipinta da Lluís Borrassà.

#### Altro
La Esglesia de Sant Pau risale al XV secolo, mentre il Claustre dels Caputxines de Sant Francesc, in stile gotico, è del XV secolo. Nel Colegi de Sant Ignasi del XVIII secolo ci sono oggi l'Ufficio turistico e il Museu Comarcal dedicato a storia, archeologia, arte locale e scultura barocca. Altri musei sono quello della Tecnica dedicato alla tecnica della tessitura, quello di Geologia che fa parte della Escola Politecnica Universitaria e quello Historic de la Seu di arte sacra. 
Sull'altra sponda del fiume Cardener, il convento dei gesuiti ospita la Santa Cova, una grotta trasformata in cappella dove sant'Ignazio di Loyola si ritirò nel 1552 a scrivere i suoi Esercizi spirituali. Internamente, la cappella conserva un dossale marmoreo di Grau (1680).

### Architetture civili
La Casa de la Ciutat risale al XVIII secolo, mentre il Palau du Conseil al XVII. 
Al 1661 risale invece il Palau de Justicia. Il Pont Vell risle al XII secolo, mentre il Pont Nou è posteriore di due secoli. 
Del XX secolo sono la Casa Torrents, la Casa Lluvia del 1908, il Casino del 1906, il

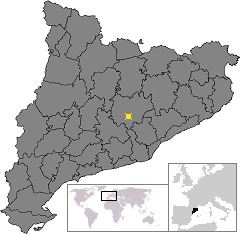
Localizzazione di Manresa

Teatro Kursaal del 1927.

### Dintorni
A 8 km da Manresa, una silenziosa area verde ospita il Monastir de Sant Benet, antica abbazia benedettina risalente al X secolo terminata nel 1212. Abbandonata nel secolo XIX in seguito alla legge di demortizzazione che le confiscò i beni immobili, è stata poi restaurata. Il Chiostro, in stile romanico, è del XIII secolo.
A 32 km da Manresa si trova Cardona, famosa per la sua Salina, enorme massa di salgemma di colore celeste da cui si estrae il sale con piccoli laghi sotterranei e grotte con stalattiti.
A 52 km da Manresa, il centro di Solsona.

## Società

### Tradizioni e folclore
Oltre alle feste che tradizionalmente si svolgono in tutte le città della Spagna come quelle della Settimana Santa e del Carnevale si differenziano le Festes de la Llum del 21 febbraio di cui si è già detta l'origine, la Fira de la Assumpció in maggio, La Fira de la Aixada il fine settimana successivo alla "Festa de la Llum" in cui il centro storico si trasforma in una città e in un mercato medievale con saltimbanchi e danze antiche nelle piazze.
La Fira de Sant Andreu in novembre. Nello stesso mese c'è il Festival del cinema negre.
Ci sono inoltre le fiere campionarie Expo Bages ed Expo Nou e la Setmana Gastronòmica de la Cuina del Secà con escursioni, degustazioni popolari, concorsi di cucina e mercati artigianali per far conoscere la gastronomia, la cucina e i prodotti alimentari autoctoni del Bages.

## Cultura

### Istruzione

#### Musei
Il Museu Comarcal, situato all'interno del Colegi de Sant Ignasi, è dedicato a storia, archeologia, arte locale e scultura barocca. Altri musei sono quello della Tecnica dedicato alla tecnica della tessitura, quello di Geologia che fa parte della Escola Politecnica Universitaria e quello Historic de la Seu di arte sacra. Quest'ultimo conserva un paliotto del 1340, ricamato dall'artista Geri di Lapo, originario di Firenze.

### Eventi
- Fira Mediterrània de Manresa[2].

## Economia
Manresa è un'attiva cittadina che basa la sua economia sull'industria soprattutto tessile, ma anche con aziende delle confezioni, della pelle, dei mobili, delle ceramiche, chimiche e delle trasformazioni e conserve alimentari. L'agricoltura è un'altra fonte economica importante: oltre alla classiche produzioni mediterranee dei cereali, della vite e dell'olivo, grazie ad ampie terre irrigate, si dedica alla produzione di verdure, ortaggi e frutta. Buona è anche la sua produzione vinicola con vini di pregio che hanno ottenuto nel 1995 il titolo DOC col nome di Pla de Bages. L'allevamento del bestiame è rivolto ai bovini e ai suini. La sua posizione centrale di equidistanza dalle città più importanti della Catalogna e la sua possibilità di comunicazioni autostradali e ferroviarie ne fanno anche un attivo centro commerciale e di servizi.